# Elettaria stoloniflora
Elettaria stoloniflora är en enhjärtbladig växtart som först beskrevs av Karl Moritz Schumann, och fick sitt nu gällande namn av S.Sakai och Hidetoshi Nagamasu. Elettaria stoloniflora ingår i släktet Elettaria och familjen Zingiberaceae. Inga underarter finns listade i Catalogue of Life.